# Église Saint-Pierre (Porrentruy)
Pour les articles homonymes, voir Église Saint-Pierre.
L'église Saint-Pierre est un édifice religieux catholique sis au centre de la ville de Porrentruy en Suisse. Elle est lieu de culte de la paroisse catholique de la ville.

## Histoire
La construction de l'église a commencé en 1321 pour s'achever 28 ans plus tard en 1349. Elle devient 'église paroissiale' en 1475 ; place qu'occupait jusque-là l'église Saint-Germain en contrebas.
Pierre-François Pâris reconstruit la tour de l'église Saint-Pierre en 1776.

## Orgues, cloches et vitraux

### Orgues
La première mention d'un orgue à l'église Saint-Pierre remonte à 1462. Aujourd'hui, l'église est équipée d'un grand orgue Callinet/Metzler de 1984, riche de 29 jeux sur deux claviers et pédale, et d'un orgue de chœur Metzler de 1982.

### Cloches
Le clocher de l'église abrite huit cloches. Une neuvième cloche n'est utilisée que lors des baptêmes.

### Vitraux
L'église Saint-Pierre est dotée de deux vitraux fabriqués par Jean-François Comment en 1984 et 1985.